# Claudio Centurión
Claudio Rubén Centurión (Concepción, Paraguay; 21 de julio de 1983) es un futbolista paraguayo nacionalizado boliviano. Juega como defensa y actualmente se encuentra sin club.
Pese a ser paraguayo, inició su carrera futbolística en Argentina, pero jugó gran parte de su carrera en Bolivia.

## Clubes
| Club                | País      | Año         |
| ------------------- | --------- | ----------- |
| Argentino (Quilmes) | Argentina | 2006        |
| Sacachispas         | Argentina | 2006 - 2008 |
| Nacional Potosí     | Bolivia   | 2009        |
| Guabirá             | Bolivia   | 2010        |
| Real Potosí         | Bolivia   | 2011 - 2012 |
| Nacional Potosí     | Bolivia   | 2012        |
| San José            | Bolivia   | 2013        |
| Nacional Potosí     | Bolivia   | 2014 - 2015 |
| Real Potosí         | Bolivia   | 2015 - 2017 |
| Sportivo Trinidense | Paraguay  | 2018        |